# بطولة أوروبا لألعاب القوى 2024 – سباق 400 متر حواجز للسيدات
أُقيم سباق 400 متر حواجز للسيدات في بطولة أوروبا لألعاب القوى 2024 على ثلاث جولات في ملعب أولمبيكو في روما، إيطاليا في الفترة من 9 إلى 11 يونيو 2024. تعتبر هذه المرة السادسة عشرة التي يُقام فيها سباق 400 متر حواجز للسيدات في بطولة أوروبا لألعاب القوى. تأهل ما مجموعه 37 رياضية لهذا الحدث حسب معيار الدخول أو التصنيف أو البطاقة البرية. وتضمنت قوائم البداية 35 رياضية من 21 دولة.
أُقيمت الجولات الثلاث من الدور الأول في 09 يونيو 2023، حيث تأهلت أسرع ثلاثة عشر رياضية إلى الدور نصف النهائي، بالإضافة إلى الرياضيات الأحد عشر الأعلى تصنيفًا الذين حصلوا على إعفاء في الجولة الأولى وتأهلوا تلقائيًا إلى الدور نصف النهائي. أُقيمت الجولات الثلاث من الدور نصف النهائي في 10 يونيو، حيث تأهل أسرع رياضيين في كل جولة وأسرع رياضيين من الباقين إلى النهائي. سجّلت فاتوماتا بينتا ديالو رقمًا قياسيًا برتغاليًا قدره 54.65 ثانية في نصف النهائي.
أُقيمت المباراة النهائية في 11 يونيو 2023 وحلّّت الهولندية فيمكه بول في المركز الأول بزمن 52.49 ثانية، محطمةً رقمها القياسي السابق في البطولة، ومدافعةً بنجاح عن لقبها الأوروبي لعام 2022. وحلّت الفرنسية لويز مارافال في المركز الثاني بزمن 54.23 ثانية، تلتها الهولندية كاثلين بيترز في المركز الثالث بزمن 54.37 ثانية.

## الخلفية
أُضيف سباق 400 متر حواجز للسيدات في بطولة أوروبا لألعاب القوى في نسخة عام 1978 في براغ، تشيكوسلوفاكيا، وأُقيم سباق 400 متر حواجز للسيدات خمس عشرة مرة قبل عام 2024، كل أربع سنوات حتى عام 2010، وكل عامين بعد ذلك، باستثناء نسخة عام 2020 التي أُلغيت بسبب جائحة فيروس كورونا. في النسخة السابقة عام 2022، فازت فيمكه بول محققةً رقمًا قياسيًا للبطولة بلغ 52.67 ثانية. في بداية نسخة عام 2024، حملت بول أيضًا الرقم القياسي الأوروبي البالغ 51.45 ثانية، وحققت زمنًا أوروبيًا رائدًا بلغ 53.07 ثانية. أما الرقم القياسي العالمي والزمن الرائد العالمي فقد حققتهما سيدني ماكلولين-ليفرون من الولايات المتحدة.
| الرقم القياسي            | الرياضي (الدول)                                    | الوقت (ثانية) | الموقع                              | التاريخ       |
| ------------------------ | -------------------------------------------------- | ------------- | ----------------------------------- | ------------- |
| الرقم القياسي العالمي    | سيدني ماكلولين-ليفرون (الولايات المتحدة الأمريكية) | 50.68         | يوجين، الولايات المتحدة الأمريكية   | 22 يوليو 2022 |
| الرقم القياسي الأوروبي   | فيمكه بول (هولندا)                                 | 51.45         | لندن، المملكة المتحدة               | 23 يوليو 2023 |
| الرقم القياسي في البطولة | فيمكه بول (هولندا)                                 | 52.67         | ميونيخ، ألمانيا                     | 19 أغسطس 2022 |
| الرقم الرائد عالميًا      | سيدني ماكلولين-ليفرون (الولايات المتحدة الأمريكية) | 52.70         | أتلانتا، الولايات المتحدة الأمريكية | 31 مايو 2024  |
| الرقم الرائد أوروبيًا     | فيمكه بول (هولندا)                                 | 53.07         | ستوكهولم، السويد                    | 2 يونيو 2024  |

## التأهل
بالنسبة لسباق 400 متر حواجز للسيدات، كانت فترة التأهل من 27 مايو 2023 إلى 26 مايو 2024. يمكن للرياضيين التأهل من خلال تحقيق وقت دخول قياسي يبلغ 55.70 ثانية أو أسرع، أو من خلال تصنيفهم ضمن أفضل 100 عداء في التصنيف العالمي لألعاب القوى لهذا الحدث، أو من خلال الحصول على بطاقة دعوة. تم منح بطاقة الدعوة الوحيدة إلى فيمكي بول، لكنها كانت ستتأهل أيضًا بسجلها الأوروبي البالغ 51.45 ثانية من 23 يوليو 2023 أو بتصنيفها الأول في الحدث. تأهل ما مجموعه 37 رياضية، بتأهل 21 لاعبة حسب معيار الدخول، و15 حسب التصنيف، و1 ببطاقة دعوة. يمكن لثلاثة رياضيين كحد أقصى من كل دولة التنافس، أو أربعة عند منح بطاقة دعوة، مما أدى إلى استبعاد رياضي واحد من إيطاليا. تم شغل الأماكن المتبقية بالرياضيين ذوي التصنيف الأعلى التالي. نُشرت قائمة الدخول النهائية التي تضم 38 رياضية من 22 دولة في 3 يونيو 2024. وتضمنت قوائم البداية النهائية 35 رياضيًا من 21 دولة.

## الجولات

### الجولة الأولى
في 9 يونيو 2024، أُقيمت الجولة الأولى على ثلاث مراحل، ابتداءً من الساعة 12:40 (UTC+2) بعد الظهر. كان هناك 24 رياضية في قائمة الانطلاق، أنهت 22 منهم السباق. تأهلت أسرع ثلاثة عشر رياضية إلى نصف النهائي؛ بينما حصلت أفضل أحد عشر رياضية تصنيفًا على إعفاء من الجولة الأولى وتأهلن تلقائيًا إلى نصف النهائي. سجّلت خمسة رياضيات أرقامًا قياسية شخصية، وعادلت رياضيتين أفضل أوقاتهما الشخصية.

#### تصفيات الأولى
نتائج تصفيات الجولة الأولى من سباق 400 متر حواجز للسيدات.
| المركز | المسار | الرياضية               | البلد          | الوقت | الملاحظات |
| ------ | ------ | ---------------------- | -------------- | ----- | --------- |
| 1      | 2      | سارة ماتو              | المجر (HUN)    | 55.95 | q         |
| 2      | 4      | أمالي لويل             | النرويج (NOR)  | 56.23 | q         |
| 3      | 3      | هيلا أووسيماكي         | فنلندا (FIN)   | 56.40 |           |
| 4      | 6      | فيرا باربوسا           | البرتغال (POR) | 56.81 |           |
| 5      | 7      | آنا غريتس              | بولندا (POL)   | 56.91 | =PB       |
| 6      | 8      | أغاتا زوبين            | سلوفينيا (SLO) | 57.83 |           |
| 7      | 9      | ماريا بورياك           | أوكرانيا (UKR) | 58.40 |           |
|        | 5      | ألكسندرا ستيفانيا يوتا | رومانيا (ROM)  | DNF   |           |

#### تصفيات الثانية
نتائج تصفيات الجولة الثانية من سباق 400 متر حواجز للسيدات.
| المركز | المسار | الرياضية           | البلد          | الوقت | الملاحظات |
| ------ | ------ | ------------------ | -------------- | ----- | --------- |
| 1      | 8      | إيلين ديمز         | ألمانيا (GER)  | 55.25 | q, PB     |
| 2      | 6      | دانييلا فرا        | إسبانيا (ESP)  | 55.71 | q, PB     |
| 3      | 3      | باولين كوكويت      | بلجيكا (BEL)   | 55.73 | q         |
| 4      | 2      | دانييلا ليديكا     | سلوفاكيا (SVK) | 56.17 | q, SB     |
| 5      | 9      | إيزابيلا سمولينسكا | بولندا (POL)   | 56.24 | q, PB     |
| 6      | 5      | أنينا فهر          | سويسرا (SUI)   | 56.59 | SB        |
| 7      | 4      | ديميترا نافاكي     | اليونان (GRE)  | 56.62 | SB        |
|        | 7      | جانكا مولنار       | المجر (HUN)    | DNS   |           |

#### تصفيات الثالثة
نتائج تصفيات الجولة الثالثة من سباق 400 متر حواجز للسيدات.
نتائج تصفيات الجولة الأولى من سباق 400 متر حواجز للسيدات.
| المركز | المسار | الرياضية            | البلد                 | الوقت | الملاحظات |
| ------ | ------ | ------------------- | --------------------- | ----- | --------- |
| 1      | 4      | نيكوليتا يخوفا      | جمهورية التشيك (CZE)  | 54.88 | q, =PB    |
| 2      | 2      | ياسمين جايجر        | سويسرا (SUI)          | 55.33 | q, SB     |
| 3      | 3      | كريستينا هالونن     | فنلندا (FIN)          | 55.62 | q, PB     |
| 4      | 7      | فاتوماتا بنتا ديالو | البرتغال (POR)        | 55.81 | q         |
| 5      | 5      | ليندا أوليفيري      | إيطاليا (ITA)         | 55.95 | q         |
| 6      | 8      | موا غرانات          | السويد (SWE)          | 55.95 | q, EU23L  |
| 7      | 9      | كيلي ماكغروري       | جمهورية أيرلندا (IRL) | 57.10 | PB        |
| 8      | 6      | إليزابيث سليتوم     | النرويج (NOR)         | 57.16 | SB        |

### نصف النهائي
في 10 يونيو 2024، تنافست 24 رياضية في الدور نصف النهائي، مقسمين على ثلاث جولات، بدءًا من الساعة 1:15 ظهرًا. (UTC+2) بعد الظهر. تأهلت أول رياضيين من كل سباق جولة وثم أسرع رياضيتين من المتسابقات الباقين إلى النهائي. وفي الجولة الأولى سجلت فاتوماتا بينتا ديالو رقمًا قياسيًا برتغاليًا بلغ 54.65 ثانية؛ وثمانية رياضيين آخرين حققوا أفضل أرقامهم الشخصية في مختلف مراحل الدور نصف النهائي.

#### تصفيات نصف النهائي الأولى
نتائج تصفيات جولة نصف النهائي الأولى من سباق 400 متر حواجز للسيدات.
| المركز | المسار | الرياضية            | البلد                 | الوقت | الملاحظات |
| ------ | ------ | ------------------- | --------------------- | ----- | --------- |
| 1      | 6      | لويز مارافال *      | فرنسا (FRA)           | 54.36 | Q, PB     |
| 2      | 8      | لينا نيلسين*        | بريطانيا العظمى (GBR) | 54.43 | Q, PB     |
| 3      | 7      | أيوميد فلورونسو*    | إيطاليا (ITA)         | 54.52 | q, SB     |
| 4      | 4      | فاتوماتا بنتا ديالو | البرتغال (POR)        | 54.65 | q, NR     |
| 5      | 9      | ياسمين جايجر        | سويسرا (SUI)          | 55.05 | PB        |
| 6      | 5      | هان كلايس*          | بلجيكا (BEL)          | 55.36 | SB        |
| 7      | 3      | كريستينا هالونن     | فنلندا (FIN)          | 55.83 |           |
| 8      | 2      | دانييلا ليديكا      | سلوفاكيا (SVK)        | 55.83 | PB        |

*رياضيات تأهلن إلى الدور نصف النهائي

#### تصفيات نصف النهائي الثانية
نتائج تصفيات جولة نصف النهائي الثانية من سباق 400 متر حواجز للسيدات.
| المركز | المسار | الرياضية           | البلد                | الوقت | الملاحظات |
| ------ | ------ | ------------------ | -------------------- | ----- | --------- |
| 1      | 5      | فيمكه بول*         | هولندا (NED)         | 54.16 | Q         |
| 2      | 7      | نيكوليتا يخوفا     | جمهورية التشيك (CZE) | 54.59 | Q, PB     |
| 3      | 4      | أمالي لويل         | النرويج (NOR)        | 54.89 | =SB       |
| 4      | 6      | فيفي ليهيكوينن *   | فنلندا (FIN)         | 54.92 | SB        |
| 5      | 8      | آنا ريجيكوفا *     | أوكرانيا (UKR)       | 54.95 | SB        |
| 6      | 9      | ليندا أوليفيري     | إيطاليا (ITA)        | 54.99 | PB        |
| 7      | 2      | سارة ماتو          | المجر (HUN)          | 55.35 | PB        |
| 8      | 3      | إيزابيلا سمولينسكا | بولندا (POL)         | 56.78 |           |

*رياضيات تأهلن إلى الدور نصف النهائي

#### تصفيات نصف النهائي الثالثة
نتائج تصفيات جولة نصف النهائي الثالثة من سباق 400 متر حواجز للسيدات.
| المركز | المسار | الرياضية       | البلد                 | الوقت | الملاحظات |
| ------ | ------ | -------------- | --------------------- | ----- | --------- |
| 1      | 7      | لينه كلوستر *  | النرويج (NOR)         | 54.56 | Q, SB     |
| 2      | 5      | كاتلين بيترز * | هولندا (NED)          | 54.66 | Q         |
| 3      | 8      | أليس مورارو *  | إيطاليا (ITA)         | 54.73 | PB        |
| 4      | 9      | باولين كوكويت  | بلجيكا (BEL)          | 55.24 |           |
| 5      | 4      | إيلين ديمز     | ألمانيا (GER)         | 55.64 |           |
| 6      | 2      | موا غرانات     | السويد (SWE)          | 55.89 | EU23L     |
| 7      | 6      | جيسي نايت *    | بريطانيا العظمى (GBR) | 56.01 |           |
| 8      | 3      | دانييلا فرا    | إسبانيا (ESP)         | 56.27 |           |

*رياضيات تأهلن إلى الدور نصف النهائي

### النهائي
في 11 يونيو 2024 أقيم النهائي من ثمان متسابقات في الساعة 21:18 (UTC+2) مساء. تقدمت الهولندية فيمكه بول السباق وزادت من تسارعها تدريجيًا متجاوزة الحواجز الثمانية واحتلت المركز الأول في 52.49 ثانية. مع هذا الوقت، سجلت رقم رائد عالميًا وحطمت رقمها القياسي للبطولة البالغ 52.67 ثانية بفارق 0.18 ثانية. بالإضافة إلى الميدالية الذهبية، حصلت أيضًا على تاج ذهبي لأعلى أداء في فئة سباقات السرعة والحواجز للسيدات في هذه البطولة. احتلت الفرنسية لويز مارافال المركز الثاني بفارق 1.74 ثانية، محققة أفضل رقم شخصي لها بلغ 54.23 ثانية، وبعد 0.14 ثانية أخرى حلت العداءة الهولندية كاثلين بيترز في المركز الثالث بزمن 54.37 ثانية. أقيم حفل توزيع الميداليات في وقت لاحق من ذلك المساء.
| المركز | المسار | الرياضية            | البلد                 | الوقت | الملاحظات |
| ------ | ------ | ------------------- | --------------------- | ----- | --------- |
| الأول  | 6      | فيمكه بول           | هولندا (NED)          | 52.49 | CR, WL    |
| الثاني | 7      | لويز مارافال        | فرنسا (FRA)           | 54.23 | PB        |
| الثالث | 9      | كاتلين بيترز        | هولندا (NED)          | 54.37 |           |
| 4      | 4      | نيكوليتا يخوفا      | جمهورية التشيك (CZE)  | 54.91 |           |
| 5      | 2      | أيوميد فلورونسو     | إيطاليا (ITA)         | 55.20 |           |
| 6      | 5      | لينه كلوستر         | النرويج (NOR)         | 55.29 |           |
| 7      | 8      | لينا نيلسين         | بريطانيا العظمى (GBR) | 55.65 |           |
| 8      | 3      | فاتوماتا بنتا ديالو | البرتغال (POR)        | 55.65 |           |